# Мумаиха
Мумаиха — деревня в Бабушкинском районе Вологодской области.
Входит в состав Рослятинского сельского поселения (с 1 января 2006 года по 8 апреля 2009 года входила в Жубрининское сельское поселение), с точки зрения административно-территориального деления — в Жубрининский сельсовет.
Расстояние до районного центра села имени Бабушкина по автодороге — 112 км, до центра муниципального образования Рослятино по прямой — 23 км. Ближайшие населённые пункты — Бабья, Горка, Терехово.
По данным переписи в 2002 году постоянного населения не было.